# Cynthia Moss
Cynthia Moss (* 24. Juli 1940 in Ossining, NY) ist eine amerikanische Forscherin, Naturschützerin und Autorin, die sich auf Afrikanische Elefanten spezialisiert hat. In jahrelanger Forschung hat sie mehr als 1400 Individuen identifiziert und ihre Daten erfasst.

## Leben
Cynthia Moss ist die Tochter des Zeitungsverlegers Julian Moss und seiner Ehefrau Lilian Moss. Sie ist die Jüngere von zwei Töchtern. 1962 schloss sie ihr Studium am Smith College in Northampton (Massachusetts) als Bachelor in Philosophie ab. Danach arbeitete sie als Journalistin für das Magazin Newsweek.
Im Jahr 1967 reiste Moss erstmals nach Ostafrika. In Tansania besuchte sie den Lake-Manyara-Nationalpark, wo sie den britischen Elefantenforscher Iain Douglas-Hamilton kennenlernte. 1968 kündigte sie ihre Arbeit bei Newsweek, um Douglas-Hamilton bei seinem Forschungsprojekt zu assistieren.
1972 begann Moss ihr Forschungsprojekt mit Elefanten im Amboseli-Nationalpark in Kenia. Ihre Forschungen befassten sich mit dem Verhalten, der Struktur des Familienlebens und dem Lebenszyklus der Elefanten. In den 1980er Jahren richtete sie ihr Interesse auf die Erhaltung der Elefanten, weil deren Population durch den Elfenbeinhandel und durch die Zerstörung des natürlichen Lebensraums stark abnahm. Mit Joyce Poole flog sie 1988 nach Washington, um dort der African Wildlife Foundation (AWF) über das drohende Aussterben der Elefanten zu berichten.
Moss gründete die Organisation Amboseli Trust for Elephants, die in Kenia und in den USA registriert ist. Über die Organisation bemüht sich Moss um die Ausbildung von afrikanischen Wissenschaftlern in Elefantenforschung, um die Kommunikation mit anderen Elefantenforschern sowie um den Naturschutz in Afrika und Asien. Darüber hinaus führt sie Studien über Elefantenpopulationen in Kenia, Tansania, der Demokratischen Republik Kongo und Botswana durch.
Moss verfasste eine Vielzahl an Büchern und wissenschaftlichen Artikeln. Für den Fernsehsender BBC erstellte sie vier Dokumentationen, die 19 Jahre umfassten, in denen sie eine Elefantenfamilie im Amboseli-Nationalpark begleitete. In einer anderen Dokumentation mit dem Titel Africa’s Forgotten Elephants, ebenfalls für den Fernsehsender BBC, ging es um eine Elefantenpopulation, die in Afrika am schwersten zugänglich ist. Außerdem produzierte sie eine 13-teilige Serie über die Amboseli-Elefanten für den Fernsehsender Animal Planet.

## Auszeichnungen
- 2001: MacArthur Fellowship, ein Fünf-Jahres-Stipendium für herausragende Kreativität und besondere Leistungen

## Schriften
- In freier Wildbahn: Tierbeobachtungen in Ostafrika, 1982, ISBN 978-0-241-02453-9.
- Das Jahr der Elefanten: Tagebuch einer afrikanischen Elefantenfamilie, 1992, ISBN 978-3-492-40105-0.
- Little Big Ears: The Story of Eli, 1997, ISBN 978-0-689-80031-3 (englisch).
- Elephant Woman: Cynthia Moss Explores the World of Elephants, 1997, ISBN 978-0-689-80142-6 (englisch).
- Elephant Memories: Thirteen Years in the Life of an Elephant Family mit einem neuen Nachwort, University of Chicago Press, Chicago 2000, ISBN 978-0-226-54237-9 (englisch).
  - Die Elefanten vom Kilimandscharo. Dreizehn Jahre im Leben einer Elefantenfamilie, 2000, ISBN 978-3-442-12370-4 (deutsch).
- The Amboseli Elephants: A Long-Term Perspective on a Long-Lived Mammal, 2011, ISBN 978-0-226-54237-9 (englisch).